# Stephen Beda
Stephen Beda (11. května 1909, Fort William – 14. srpna 1985, Lac du Flambeau) byl kanadský a československý hokejista, slovenského původu.

## Životopis
Narodil se v rodině slovenských přistěhovalců v kanadském Fort William, které je dnes součástí města Thunder Bay ve státě Ontario. Ve městě žila početná slovenská komunita. Otec Anton Beda pocházel z oravské obce Dlouhá a spolu s manželkou Hanou Lofajovou původem z Podbiela přišli do Kanady v roce 1906. Měli 9 dětí a několik z nich se věnovalo hokeji. Jak mladého si ho vyhlédl tým Chicago Blackhawks no v NHL si nikdy nezahrál. Po působení na farmě Eagle River hrával za Chicago Butterfingers a několik klubů ve státě Minnesota. Když v roce 1936 navštívil vlast rodičů, angažoval ho tým LTC Praha. Získal dva tituly mistra Československa v sezónách 1936/37 a 1937/38. Po skončení kariéry působil jako trenér, rozhodčí a podnikatel.

## Reprezentace
V československé reprezentaci odehrál jeden zápas, neskóroval. 29. listopadu 1936 nastoupil proti Švýcarsku v Curychu (zápas skončil 1:1).